# Aberdeen (Nouvelle-Écosse)
Pour les articles homonymes, voir Aberdeen (homonymie).
Aberdeen (en gaélique écossais : Abaireadhain) est une petite communauté de la province canadienne de Nouvelle-Écosse, située dans le Comté d'Inverness sur l'Île du Cap-Breton.